# Nocebo
A nocebo fogalmát olyan jelenségekre használják, ahol a placebo hatása károsító.
A szó eredete a latin nocere ige jövő ideje: "ártani fogok", tehát nem az angol "no" és a "placebo" kifejezések összevonásából alakult ki.
A hippokratészi eskü eredeti szövegében is olvasható a latin "noceo" (én ártok) ige, mely a placebóval való rokonsága miatt később alakult "nocebo"-vá.
A nocebo jelenség ellentétes irányú placebo: „ha a hit meggyógyíthat, akkor beteggé is tehet”. Carole Butler és Andrew Steptoe 1986-os kísérletében asztmás betegek attól függően eltérően reagáltak egy placebót tartalmazó aeroszolos kezelésre, hogy az a betegtájékoztatón hörgőtágítóként vagy hörgőszűkítőként volt feltüntetve.